# Сарканд
Сарка́нд (каз. Сарқан) — город в Казахстане, центр Саркандского района Жетысуской области. Административный центр Саркандской городской администрации. Код КАТО — 196020100.
Расположен в отрогах Джунгарского Алатау, в 135 км к востоку от железнодорожной станции Мулалы (на линии Турксиба) и в 155 км к северо-востоку от Талдыкоргана.

## История
Первые упоминания о Сарканде относятся к 1857 году (Источник Ч. Валиханов и Н. П. Ивлев).  Вначале  почтовый пикет, затем казачий выселок и станица Сарканская.
Первые поселения переселенцев с России появились на берегу реки Сарканд в 1858 году, при переселении 22 казачьих семей из Копальского и Лепсинского уездов.
В 1872 году открылась первая школа. В 1928 году был образован Саркандский район. В его состав входила Черкасская волость и Лепсинский уезд. В 1930 году район был расформирован и передан в состав Аксуйского и Лепсинского районов. В 1935 году Саркандский район был восстановлен.
В 1943 г. был образован Свято-Казанский храм.
С 19 февраля 1964 года Сарканд был посёлком городского типа. 31 октября 1968 года преобразован в город.

## Население
| Численность населения | Численность населения | Численность населения | Численность населения | Численность населения | Численность населения | Численность населения | Численность населения | Численность населения | Численность населения |
| 1959                  | 1970                  | 1979                  | 1989                  | 1991                  | 1999                  | 2004                  | 2005                  | 2006                  | 2007                  |
| --------------------- | --------------------- | --------------------- | --------------------- | --------------------- | --------------------- | --------------------- | --------------------- | --------------------- | --------------------- |
| 12 347                | ↗18 296               | ↗19 751               | ↗20 913               | ↗21 500               | ↘15 347               | ↘14 442               | ↘14 088               | ↘13 845               | ↘13 656               |
| 2008                  | 2009                  | 2010                  | 2011                  | 2012                  | 2013                  | 2014                  | 2015                  | 2020                  | [ 4 ]                 |
| ↘13 497               | ↗14 305               | ↗14 404               | ↘14 289               | ↘14 265               | ↘14 118               | ↘13 951               | ↘13 889               | ↗13 914               | ↘13 656               |
| 2017                  | 2018                  | 2019                  |                       |                       |                       |                       |                       |                       |                       |
| ↘12 248               | ↘12 137               | ↘11 368               |                       |                       |                       |                       |                       |                       |                       |

С развалом Советского Союза началась миграция славянского населения, преобладавшего в городе. В результате численность славянского населения снизилась до отметки около 20 процентов.

## Экономика
Основу города составляет сельское хозяйство. В советское время в городе имелись маслосыродельный, пивоваренный, винодельческий, хлебопекарный, асфальтобетонный заводы.
В 2012 году город Сарканд и Саркандский район вошли в состав Жонгар-Алатауского государственного национального природного парка.

## Транспорт
Через город проходит автомобильная трасса национального значения A-3 (Алматы — Усть-Каменогорск).